# Jean-Baptiste Perlat
Pour les articles homonymes, voir Perlat.
 (novembre 2022).
La mise en forme du texte ne suit pas les recommandations de Wikipédia : il faut le « wikifier ».
Les points d'amélioration suivants sont les cas les plus fréquents :
- Les titres sont pré-formatés par le logiciel. Ils ne sont ni en capitales, ni en gras.
- Le texte ne doit pas être écrit en capitales (les noms de famille non plus), ni en gras, ni en italique, ni en « petit »…
- Le gras n'est utilisé que pour surligner le titre de l'article dans l'introduction, une seule fois.
- L'italique est rarement utilisé : mots en langue étrangère, titres d'œuvres, noms de bateaux, etc.
- Les citations ne sont pas en italique mais en corps de texte normal. Elles sont entourées par des guillemets français : « et ».
- Les listes à puces sont à éviter, des paragraphes rédigés étant largement préférés. Les tableaux sont à réserver à la présentation de données structurées (résultats, etc.).
- Les appels de note de bas de page (petits chiffres en exposant, introduits par l'outil «  Source ») sont à placer entre la fin de phrase et le point final[comme ça].
- Les liens internes (vers d'autres articles de Wikipédia) sont à choisir avec parcimonie. Créez des liens vers des articles approfondissant le sujet. Les termes génériques sans rapport avec le sujet sont à éviter, ainsi que les répétitions de liens vers un même terme.
- Les liens externes sont à placer uniquement dans une section « Liens externes », à la fin de l'article. Ces liens sont à choisir avec parcimonie suivant les règles définies. Si un lien sert de source à l'article, son insertion dans le texte est à faire par les notes de bas de page.
- La présentation des références doit suivre les conventions bibliographiques. Il est recommandé d'utiliser les modèles {{Ouvrage}}, {{Chapitre}}, {{Article}}, {{Lien web}} et/ou {{Bibliographie}}. Le mode d'édition visuel peut mettre en forme automatiquement les références.
- Insérer une infobox (cadre d'informations à droite) n'est pas obligatoire pour parachever la mise en page.

Pour une aide détaillée, merci de consulter Aide:Wikification.
Si vous pensez que ces points ont été résolus, vous pouvez retirer ce bandeau et améliorer la mise en forme d'un autre article.
Jean-Baptiste Perlat né à Croutelle (Vienne) le 21 mai 1814 et décédé à Migné-Auxances (Vienne) le 24 janvier 1889, est un architecte français du XIXe siècle, spécialisé dans l’architecture religieuse, qui a surtout exercé dans le diocèse de Poitiers.

## Biographie
Jean-Baptiste Perlat est né dans une famille modeste. Apprentis serrurier, puis employé à la Poste, il suit parallèlement les cours de l’école gratuite de dessin de Poitiers alors dirigée par Honoré Hivonnait. Il y reçoit plusieurs prix, en particulier en dessin d’architecture, et les encouragements de ses professeurs.
Durant quatorze ans, il exerce le métier de professeur de dessin au collège catholique de Chezal-Benoît (Cher), où il réside jusqu’en 1851 et où il se lie à de nombreux religieux. Puis il s’installe à Châteauroux (Indre), où il commence sa carrière d’architecte après s’être formé vraisemblablement auprès de divers confrères. Le premier concours auquel il participe date de 1857 et concerne la construction de l'église Saint-André de Châteauroux, qui sera finalement confiée à l’architecte départemental Alfred Dauvergne.
Les liens qu’il a tissés à Chezal-Benoît avec des familles d’élèves lui permettent d’entreprendre plusieurs chantiers dans le Puy-de-Dôme. En 1860, il vient résider chez les oblats de Saint-Hilaire à Poitiers, où il conçoit la plupart de ses réalisations. Toujours très proche du milieu ecclésiastique et bénéficiant du soutien de l’évêque, Monseigneur Pie, il répond aux nombreuses sollicitations des curés et des communautés religieuses qui souhaitent agrandir ou reconstruire leur église ou leur chapelle pour répondre à l’accroissement de la population et satisfaire aux directives de Monseigneur Pie, qui cherche à ranimer la ferveur religieuse dans toutes les couches de la société. Dans ses chantiers, Perlat ne se contente pas de résoudre les problèmes d’architecture, mais s’implique dans la création du mobilier, surveillant de près les programmes sculptés et dessinant autels, chaires, confessionnaux, stalles... Ardent partisan du style néo-gothique, il conçoit dans la mesure du possible, compte tenu des contingences financières, des édifices à collatéraux, abside et clocher-porche surmonté d’une flèche.
Malheureusement, de santé fragile, Perlat ne pourra aller au bout de ses ambitions et devra souvent confier à son assistant, Alcide Boutaud, la tâche de terminer des chantiers. Jean-Baptiste Perlat, tout en travaillant jusqu’à la fin de sa vie, finira ses jours au couvent des sœurs de Saint-Philomène de Salvert à Migné-Auxances qu’il ne cesse d’agrandir durant des années. C’est là qu’il décède, à l'âge de 74 ans.

## Principales réalisations

### Constructions
- Saint-Amand-Tallende (Puy-de-Dôme), église paroissiale (1858-1881).
- Châteauroux (Indre), chapelle du couvent des rédemptoristes (1860-1870).
- Migné-Auxances, couvent des sœurs de Sainte-Philomène à Salvert (1860-1888).
- Poitiers, chapelle Marie-Immaculée de la Grand'Maison, aujourd'hui église paroissiale Sainte-Thérèse-et-Sainte-Jeanne-d'Arc (1865-1875).
- La Puye (Vienne), chapelle du couvent des filles de la Croix (1866-1874).
- Adriers (Vienne), hospice (1868-1871).
- Journet (Vienne), église paroissiale (1868-1881).
- Vouneuil-sous-Biard, église Saint-Joseph de La Jarrie (1868-1885).
- Béruges (Vienne), église paroissiale (1874-1888).
- Poitiers, chapelle du couvent des hospitalières (1877-1879).
- Ustaritz (Pyrénées Atlantiques), chapelle du couvent des Filles de la Croix (1877-1883).
- Marçay (Vienne), basilique Saint-Benoît-Labre (1883-1899).
- Saint-Gaudent (Vienne), église paroissiale et presbytère (1880-1886).

### Aménagements
- Niort, façade et ameublement de l’église Saint-André (1864-1888).
- Montmorillon, partie antérieure de l’église paroissiale Saint-Martial (1865-1880).
- Parthenay, porche et clocher de l’église paroissiale Saint-Laurent (1867-1875).
- La Chapelle-Saint-Laurent (Deux-Sèvres), église paroissiale (1871-1879).